# Stellan Bengtsson

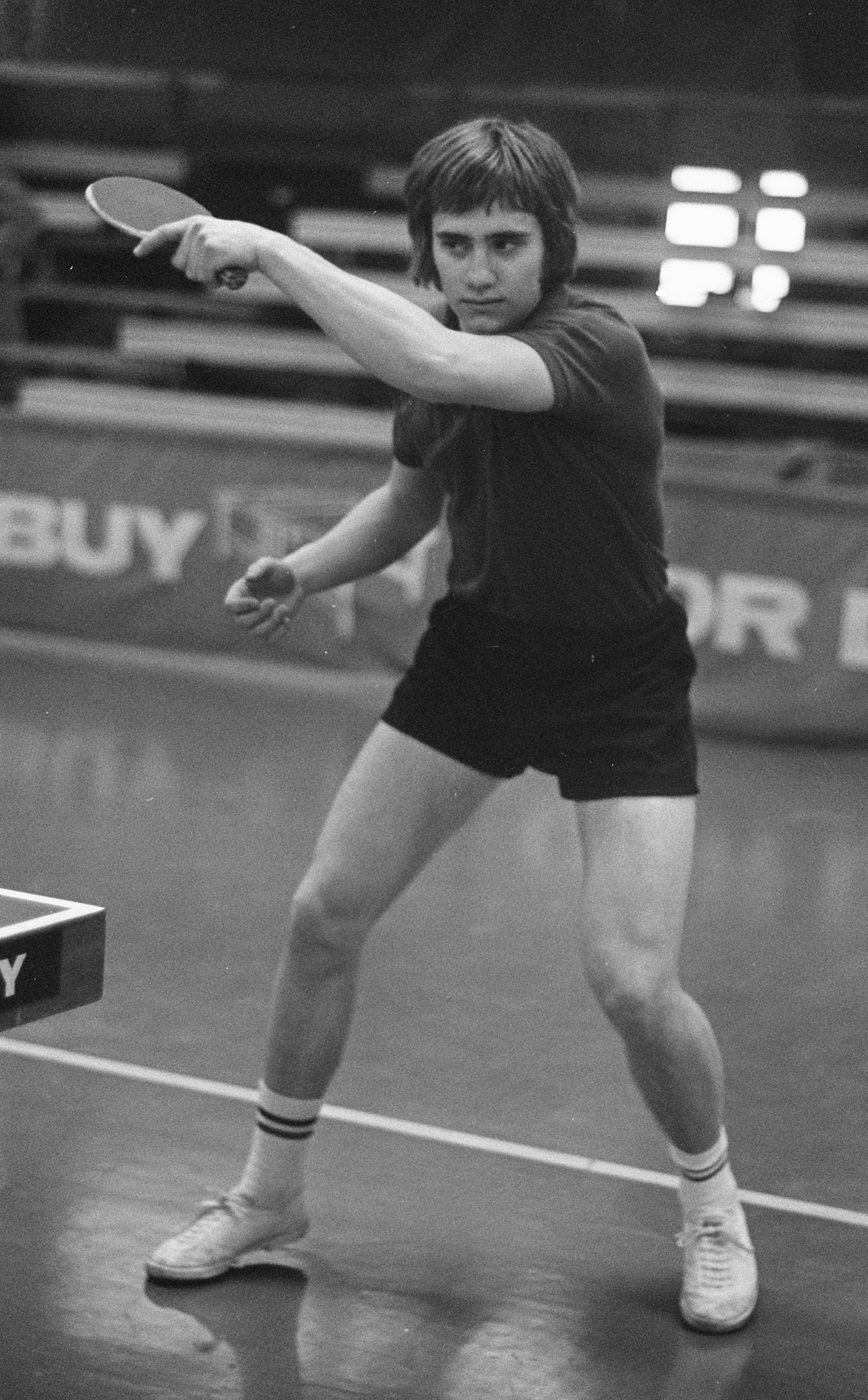
Stellan Bengtsson (1972)

Stellan Bengtsson (* 26. Juli 1952 in Falkenberg, Schweden) gehörte in den 1970er und 1980er Jahren zu den besten Tischtennisspielern der Welt. Er ist Weltmeister und Europameister.

## Abgrenzung der Namensvettern
Es gab vorher bereits einen schwedischen Tischtennisspieler namens Stellan Bengtsson. Zur Unterscheidung wird dieser in Fachkreisen Stellan Bengtsson 1 genannt, der Weltmeister dieses Artikels wird als Stellan Bengtsson 2 bezeichnet. Stellan Bengtsson 2 ist nicht verwandt mit Stellan Bengtsson 1 und auch nicht mit dem Europameister Ulf Bengtsson.

## Werdegang
Stellan Bengtsson wurde 1970 Profi und trainierte einige Zeit in Japan. Er ist Linkshänder. 1971 wurde er in Nagoya – als erster Europäer seit 1953 – Weltmeister im Herreneinzel. Im Endspiel schlug er den japanischen Titelverteidiger Shigeo Itoh. Der Sieg war besonders wertvoll, denn erstmals seit 1965 nahmen auch die chinesischen Spitzenspieler wieder an den TT-Weltmeisterschaften teil. Für diese Leistung wurde er mit der Svenska-Dagbladet-Goldmedaille geehrt. Den etwas überraschenden Erfolg von 1971 bestätigte er in der Folge mit einer Vielzahl internationaler Titel. Insgesamt 213-mal nahm er an Länderkämpfen der schwedischen Nationalmannschaft teil.
Bengtsson spielte auch einige Jahre in der deutschen Bundesliga:
- 1980 – 1981: TTC Jülich (vom schwedischen Falkenbergs BTK)
- 1981 – 1982: TTC Grünweiß Bad Hamm
- 1982 – 1983: ATSV Saarbrücken
- 1984 – 1985: TTC Altena[3]
- 1985 – 1987: Falkenbergs BTK[4], gleichzeitig Trainer des ATSV Saarbrücken
- 1987 – ????: ATSV Saarbrücken[5]

1983 wurde Bengtsson mit der Mannschaft des ATSV Saarbrücken deutscher Meister.

## Material und Spielweise
Stellan Bengtsson praktizierte ein extrem schnelles offensives Spinspiel, auch mehrere Meter hinter dem Tisch war er noch fähig, mit aggressiven Topspin-Schlägen anzugreifen. Er spielte, wie die meisten Schweden, Schlägerhölzer der Marke Stiga (die unter anderem auch unter seinem Namen vertrieben wurden) mit 2,5 mm Mark V Belägen. Bei der Weltmeisterschaft 1971 spielte er mit einer 5-fach verleimten Limba/Abachi-Kombination (einem Allround-Holz), später dann das sogenannte Offensiv-Holz (eine Kombination aus Koto / Amerikanischem Nussbaum und Abachi) – zum Schluss das legendäre Clipper-Holz (ein 7-fach spezial-verleimtes Limba/Abachi-Furnier).

## Trainer
1986 wurde Bengtsson Trainer beim ATSV Saarbrücken; in den 1990er Jahren trainierte er CFC Hertha 06 Berlin. 2006 arbeitete er als Trainer in Qatar.
Die schwedische Künstlerin Martina Falkehag Finn schuf 2006 eine Bronzestatue des Tischtennisspielers im Wert von 500.000 schwedischen Kronen. Diese Statue steht im Rathaus von Falkenberg.

## Privat
Bengtsson ist verheiratet mit der früheren amerikanischen Tischtennis-Nationalspielerin Angelita Rosal. Er hat eine Tochter Suco Li und Zwillinge Samuel und Christopher. Heute lebt er in San Diego.

## Erfolge

### Teilnahme an Tischtennisweltmeisterschaften
- 1971 in Nagoya
  - 1. Platz Einzel
- 1973 in Sarajewo
  - 1. Platz mit Herrenteam
  - 1. Platz Doppel mit Kjell Johansson
- 1975 in Kalkutta
  - 3. Platz mit Herrenteam
- 1977 in Birmingham
  - 3. Platz Doppel
- 1981 in Novi Sad
  - 3. Platz Einzel
- 1983 in Tokio
  - 2. Platz mit Herrenteam

### Teilnahme an Europameisterschaften
- 1970 in Moskau
  - 1. Platz mit Herrenteam
  - 3. Platz Einzel
- 1972 in Rotterdam
  - 1. Platz Einzel
  - 2. Platz Herren-Doppel (mit Kjell Johansson)
  - 1. Platz mit Herrenteam
  - 2. Platz Mixed (mit Lena Andersson)
- 1974 in Novi Sad
  - 2. Platz Herren-Doppel (mit Kjell Johansson)
  - 1. Platz mit Herrenteam
- 1976 in Prag
  - 1. Platz Herren-Doppel (mit Kjell Johansson)
  - 1. Platz mit Herrenteam
- 1980 in Bern
  - 3. Platz Einzel
  - 1. Platz mit Herrenteam
- 1982 in Budapest
  - 3. Platz Herren-Doppel (mit Erik Lindh)
  - 4. Platz mit Herrenteam

### Teilnahme am Europäischen Ranglistenturnier Top-12
- 1971 4. Platz – Zadar (CRO)
- 1972 2. Platz – Zagreb
- 1973 1. Platz – Böblingen
- 1975 5. Platz – Wien
- 1976 4. Platz – Lübeck
- 1978 3. Platz – Prag
- 1979 11. Platz – Kristianstad (SWE)
- 1980 1. Platz – München
- 1981 2. Platz – Miskolc (HUN)
- 1982 4. Platz – Nantes

### Schwedische Meisterschaften im Herreneinzel
- 1972 1. Platz
- 1973 1. Platz
- 1975 1. Platz
- 1977 1. Platz
- 1978 1. Platz
- 1979 1. Platz
- 1980 1. Platz

## Turnierergebnisse
| Verband | Veranstaltung                         | Jahr | Ort          | Land | Einzel        | Doppel        | Mixed        | Team |
| ------- | ------------------------------------- | ---- | ------------ | ---- | ------------- | ------------- | ------------ | ---- |
| SWE     | Europameisterschaft                   | 1982 | Budapest     | HUN  | Viertelfinale | Viertelfinale |              |      |
| SWE     | Europameisterschaft                   | 1980 | Bern         | SUI  | Halbfinale    |               |              | 1    |
| SWE     | Europameisterschaft                   | 1978 | Duisburg     | FRG  | letzte 16     |               |              |      |
| SWE     | Europameisterschaft                   | 1976 | Prag         | TCH  | letzte 16     | Gold          |              | 2    |
| SWE     | Europameisterschaft                   | 1974 | Novi Sad     | YUG  | Viertelfinale | Silber        |              | 1    |
| SWE     | Europameisterschaft                   | 1972 | Rotterdam    | NED  | Gold          | Silber        | Silber       | 1    |
| SWE     | Europameisterschaft                   | 1970 | Moskau       | URS  | Halbfinale    | Viertelfinale |              | 1    |
| SWE     | Europameisterschaft                   | 1968 | Lyon         | FRA  |               |               |              | 1    |
| SWE     | Jugend-Europameisterschaft (Junioren) | 1970 | Teeside      | ENG  | Gold          | Gold          | Silber       |      |
| SWE     | Jugend-Europameisterschaft (Junioren) | 1968 | Leningrad    | URS  | Halbfinale    |               |              |      |
| SWE     | EURO-TOP12                            | 1983 | Cleveland    | ENG  | Scratched     |               |              |      |
| SWE     | EURO-TOP12                            | 1982 | Nantes       | FRA  | 4             |               |              |      |
| SWE     | EURO-TOP12                            | 1981 | Miskolc      | HUN  | 2             |               |              |      |
| SWE     | EURO-TOP12                            | 1980 | München      | FRG  | 1             |               |              |      |
| SWE     | EURO-TOP12                            | 1979 | Kristianstad | SWE  | 11            |               |              |      |
| SWE     | EURO-TOP12                            | 1978 | Prag         | TCH  | 3             |               |              |      |
| SWE     | EURO-TOP12                            | 1976 | Lübeck       | FRG  | 3             |               |              |      |
| SWE     | EURO-TOP12                            | 1975 | Wien         | AUT  | 5             |               |              |      |
| SWE     | EURO-TOP12                            | 1974 | Trollhatten  | SWE  | 3             |               |              |      |
| SWE     | EURO-TOP12                            | 1973 | Böblingen    | FRG  | 1             |               |              |      |
| SWE     | EURO-TOP12                            | 1972 | Zagreb       | YUG  | 2             |               |              |      |
| SWE     | EURO-TOP12                            | 1971 | Zadar        | YUG  | 4             |               |              |      |
| SWE     | Nordic Meisterschaften                | 1967 | Helsinki     | FIN  |               | Gold          | Silber       |      |
| SWE     | Weltmeisterschaft                     | 1985 | Göteborg     | SWE  | letzte 64     | letzte 32     | letzte 64    |      |
| SWE     | Weltmeisterschaft                     | 1983 | Tokio        | JPN  | letzte 32     | letzte 16     | keine Teiln. | 2    |
| SWE     | Weltmeisterschaft                     | 1981 | Novi Sad     | YUG  | Halbfinale    | Viertelfinale | letzte 64    | 11   |
| SWE     | Weltmeisterschaft                     | 1979 | Pyongyang    | PRK  | letzte 64     | Scratched     | scratched    | 8    |
| SWE     | Weltmeisterschaft                     | 1977 | Birmingham   | ENG  | Viertelfinale | Halbfinale    | Scratched    | 3    |
| SWE     | Weltmeisterschaft                     | 1975 | Calcutta     | IND  | letzte 16     | letzte 16     | keine Teiln. | 3    |
| SWE     | Weltmeisterschaft                     | 1973 | Sarajevo     | YUG  | letzte 64     | Gold          | keine Teiln. | 1    |
| SWE     | Weltmeisterschaft                     | 1971 | Nagoya       | JPN  | Gold          | letzte 32     | letzte 64    | 4    |
| SWE     | Weltmeisterschaft                     | 1969 | München      | FRG  | letzte 32     | Qual          | Qual         |      |
| SWE     | World Cup                             | 1980 | Hong Kong    | HKG  | 6             |               |              |      |